# Национален художествен музей (Беларус)
Националният художествен музей на Република Беларус (на беларуски: Нацыянальны мастацкі музей Рэспублікі Беларусь) е най-големият музей на изкуствата в Беларус и се намира в столицата Минск, ул. „Ленин“ № 20.
Музеят включва повече от 30 000 произведения на изкуството, които съставляват 20 колекции; от тях 2 са основните колекции: на националното изкуство и на паметници на изкуството от различни страни по света.

## История
На 24 януари 1939 г. с решение на Съвета на народните комисари на Беларус е създадена Държавната художествена галерия. Тя заема 15 зали на Висшето селскостопанско училище, бившата Минска гимназия за момичета. Освен отдели за живопис, скулптура и графика със специална заповед е създаден отделен отдел за художествена индустрия. По това време галерията се ръководи от известния беларуски художник керамик Николай Михалап.
В началото на 1941 г. фондовете на Държавната художествена галерия наброяват близо 2711 произведения на изкуството, от които четиристотин са изложени. Съдбата на цялата колекция е неблагоприятна през първите дни на Великата отечествена война – за кратко време всички произведения изчезват безследно.
След войната малка част от произведенията на изкуството са върнати, главно тези, които са били на изложби в Русия преди войната. Въпреки следвоенното опустошение правителството на Беларус отпуска пари за закупуване на произведения на изкуството за галерията. През август 1945 г. са получени платната на Борис Кустодиев, Василий Поленов, Карл Брюлов и Исак Левитан. През 1993 г. музеят е преименуван на Национален художествен музей на Република Беларус.

## Директори
- Николай Михолап (? – 1944?)
- Алена Аладава (1944 – 1977)
- Юрий Карачун (1977 – ?)
- Владимир Прокопцов (1998 – 2023)
- Анна Кононова (2023 – )[2]

## Галерия
- Пророк Илия. 1668 г. Темпера върху табло.
- Томас Хиреманс, Лято, 1689 г.
- Иля Репин, Портрет на министъра на вътрешните работиВячеслав фон Плеве, 1902 г. Маслени бои върху платно.
- Фердинанд Рущиц, Близо до църквата. 1899 г.
- Михаил Филипович, Еньовска нощ, 1921 – 1922 г. Маслени бои върху картон.
- Владимир Беклемишев, Селска любов, 1896 г. Бронз.
- Петер Клод фон Юргенсбург, Кобила с жребче, 1854 г.
- Февруарски лазур, изследване на Игор Грабар, 1904 г.
- Иван Айвазовски, Утро на морето, 1883 г.